# Zouheir Al-Balah
Zouheir Al-Balah (arab. زهير البلح; ur. 1 lipca 1967) – syryjski zapaśnik walczący w stylu klasycznym. Olimpijczyk z Seulu 1988, gdzie odpadł w eliminacjach w kategorii 74 kg.
Czwarty na igrzyskach azjatyckich w 1990. Czwarty na mistrzostwach Azji w 1991 i 1992. Triumfator igrzyskach panarabskich w 1992. Szósty na igrzyskach śródziemnomorskich w 1987; czwarty w 1991 i siódmy w 1993 roku.

## Turniej wSeulu 1988
| Konkurencja         | Walki                 | Walki                 | Klas. końcowa         |
| Konkurencja         | Przeciwnik I          | Przeciwnik II         | Miejsce               |
| ------------------- | --------------------- | --------------------- | --------------------- |
| styl wolny do 74 kg | Kim Yeong-nam (KOR) L | Hiromichi Itō (JPN) L | odpadł w eliminacjach |